# مارسلائو
آندرسون مارسلو دا سیلوا (به پرتغالی: Anderson Marcelo da Silva) [[مدافع]] اهل برزیل است که در شهر Kaloré، پارانا، برزیل و در تاریخ ۲۳ ژانویهٔ ۱۹۸۱ به دنیا آمده‌است.
آندرسون مارسلو دا سیلوا در تیم‌های فوتبال Oeste سابقهٔ حضور دارد.